# Penstemon breviculus
Penstemon breviculus är en grobladsväxtart som först beskrevs av Karl Keck, och fick sitt nu gällande namn av Nisbet och R. C.Jackson. Penstemon breviculus ingår i släktet penstemoner, och familjen grobladsväxter. Inga underarter finns listade i Catalogue of Life.